# Hans Böhmcker

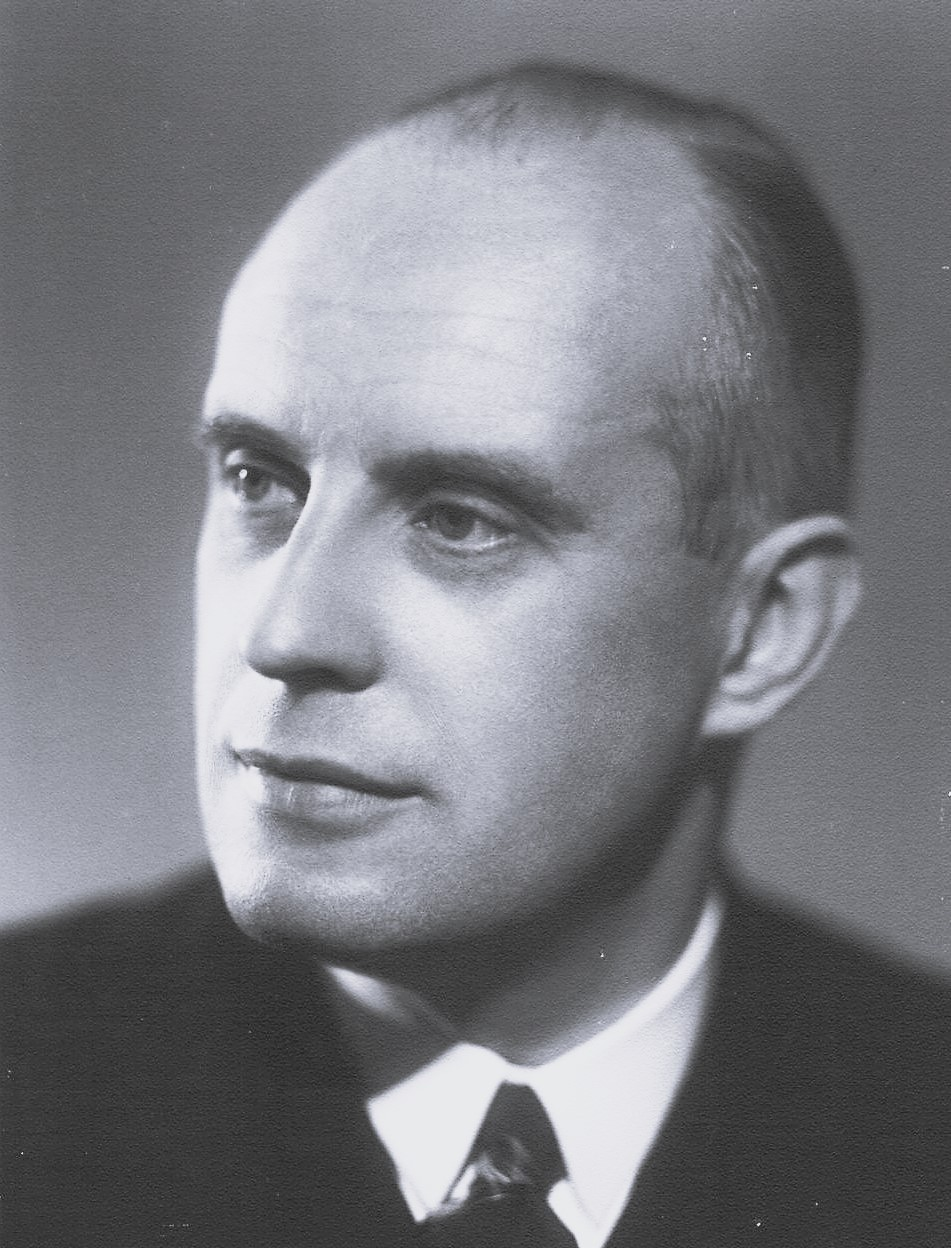
Böhmcker (Amsterdam, 1942)

Hans Böhmcker (* 6. November 1899 in Schwartau; † 18. Oktober 1942) war nationalsozialistischer Senator der Hansestadt Lübeck und nebenher zeitweilig unter dem Reichskommissar für die Niederlande, Arthur Seyß-Inquart, Beauftragter des Deutschen Reiches für die Stadt Amsterdam.

## Leben
Böhmcker war Sohn des Rechtsanwalts  Hans Christoph Böhmcker (1870–1956) in Bad Schwartau bei Lübeck. Nach Fronteinsatz im Ersten Weltkrieg und anschließenden Einsätzen als Freikorpskämpfer studierte Böhmcker Rechtswissenschaften an der Georg-August-Universität und war Mitglied des Corps Brunsviga Göttingen.
Er schloss das Studium auch mit der Promotion zum Dr. jur. ab und wurde anschließend Richter in Lübeck. Zum 1. Mai 1933 trat er der NSDAP bei (Mitgliedsnummer 2.805.153). Am 8. Juni 1933 wurde er von dem für Lübeck mit zuständigen Reichsstatthalter Friedrich Hildebrandt zum Senator für Justiz unter dem Bürgermeister Otto-Heinrich Drechsler ernannt. Als Senator sorgte er energisch für die Gleichschaltung in Lübeck. Böhmcker  galt als der „führende Kopf“ des Senates.
Seit 1. Juni 1933 amtierte der Angehörige der Deutschen Christen als Senatskommissar für die Angelegenheiten der Evangelisch-Lutherischen Kirche. Er ließ die Evangelisch-Lutherische Kirche in Lübeck einem von ihm gesteuerten Kirchenausschuss unterstellen, der 1934 mit Erwin Balzer einen überzeugten Nationalsozialisten zum Bischof ernannte und eine neue Kirchenverfassung im Sinne der Nationalsozialisten ausarbeitete. Die ihm im Lübecker Kirchenkampf widerstehenden Lübecker Pastoren der Bekennenden Kirche, darunter Johannes Pautke und Axel Werner Kühl, ließ Böhmcker alle im Dezember 1936 durch Balzer  entlassen. Für weitere Maßnahmen setzte Böhmcker die Gestapo ein. Axel Werner Kühl wurde des Landes verwiesen, Pastor Schulz wurde in Schutzhaft genommen und die übrigen unter Hausarrest gestellt. Der Organist Jan Bender wurde in das KZ Oranienburg eingeliefert. Alle erhielten Redeverbot. Als daraufhin der Vorsitzende des Reichskirchenausschusses Wilhelm Zoellner in Lübeck vermittelnd tätig werden wollte, sorgte Böhmcker dafür, dass ihm auf Betreiben des Reichskirchenministeriums die Anreise staatspolizeilich verboten wurde, was dann zum Rücktritt Zoellners und des Reichskirchenausschusses führte. Die Maßnahmen gegen die Geistlichen wurden in einem Verständigungsverfahren zwischen der inzwischen in Lübeck erstarkten Bekennenden Kirche und den Deutschen Christen unter  Balzer im April 1937 rückgängig gemacht. Seitdem gab es in Lübeck zwei evangelisch-lutherische Kirchen. Am 31. Oktober 1937 schied Hans Böhmcker aus der Lübecker Kirchenleitung aus.
Nach der Gleichschaltung der Possehl-Stiftung forderte der Senat im September 1933 die Umbesetzung des Stiftungsrats. Die bisherige Satzung wurde unter Hans Böhmcker, neuer Vorsitzender der Stiftung, im August 1934 revidiert. Es entfiel die Ergänzung der Ausschüsse und des Vorstandes durch Wahlverfahren. Sämtliche Gremien wurden reduziert und deren Mitglieder fortan „berufen“. Die Stiftung hatte ihre Eigenständigkeit verloren.
Bei der Umsetzung des Groß-Hamburg-Gesetzes 1937 wurde Böhmcker zum „Überleitungskommissar“ ernannt, der für die Umsetzung der Einzelheiten verantwortlich war. Von 1935 bis 1942 war er Mitglied des Aufsichtsrates der Handelsbank in Lübeck.

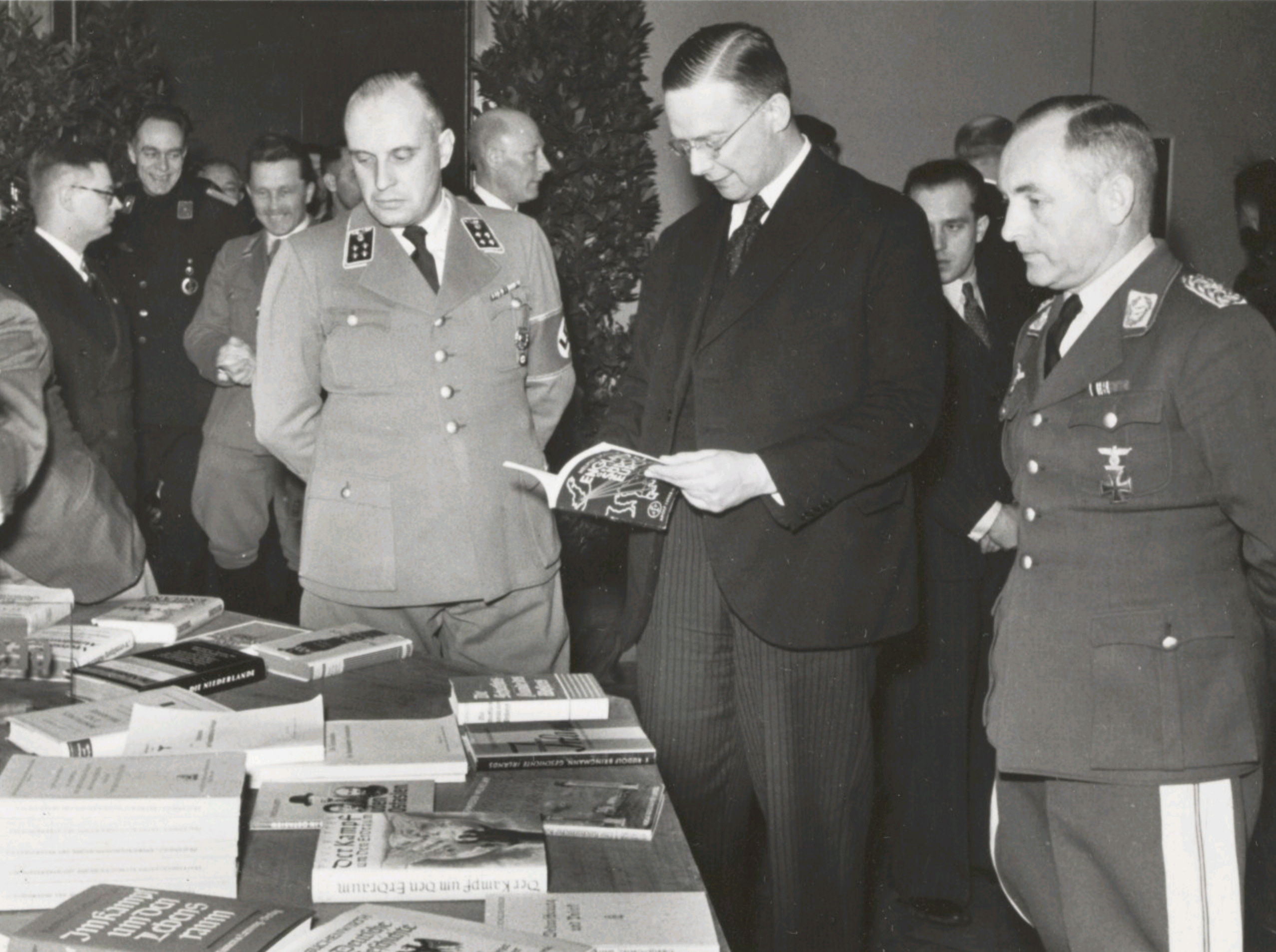
L.n.R.: Böhmcker, Jan van Dam, Generalleutnant Hans Siburg (Amsterdam, 1942)

Von 1940 bis 1942 war Böhmcker in der Besatzungsverwaltung unter dem Reichskommissar für die Niederlande Arthur Seyß-Inquart eingesetzt. Böhmcker fungierte als Beauftragter des Deutschen Reiches für die Stadt Amsterdam. Sein Dienstsitz war ein Gebäude in Amsterdam, in dem sich heute das Generalkonsulat der USA befindet. Böhmcker oblag die Umsetzung aller antijüdischen Maßnahmen, die ab Herbst 1941 in die sogenannte „Endlösung der Judenfrage“, das heißt die systematische Ermordung der jüdischen Bevölkerung, mündeten. Böhmcker leitete zunächst die Erfassung der Juden ein. Durch die „Verordnung betreffend die Meldepflicht der Juden“ vom 10. Januar 1941 wurden alle niederländischen Juden verpflichtet, sich registrieren zu lassen. Schon im September 1941 waren 140.000 Juden registriert, und am 2. Oktober 1941 schrieb Böhmcker an seinen Vorgesetzten, Arthur Seyß-Inquart: „Dank der Verordnung 6/41 haben wir jetzt alle niederländischen Juden in der Tasche.“ In diesem Zusammenhang befahl Böhmcker auch am 12. Februar 1941 die Gründung eines Judenrats in Amsterdam, der Verfolgungsmaßnahmen der deutschen Besatzer umzusetzen hatte.

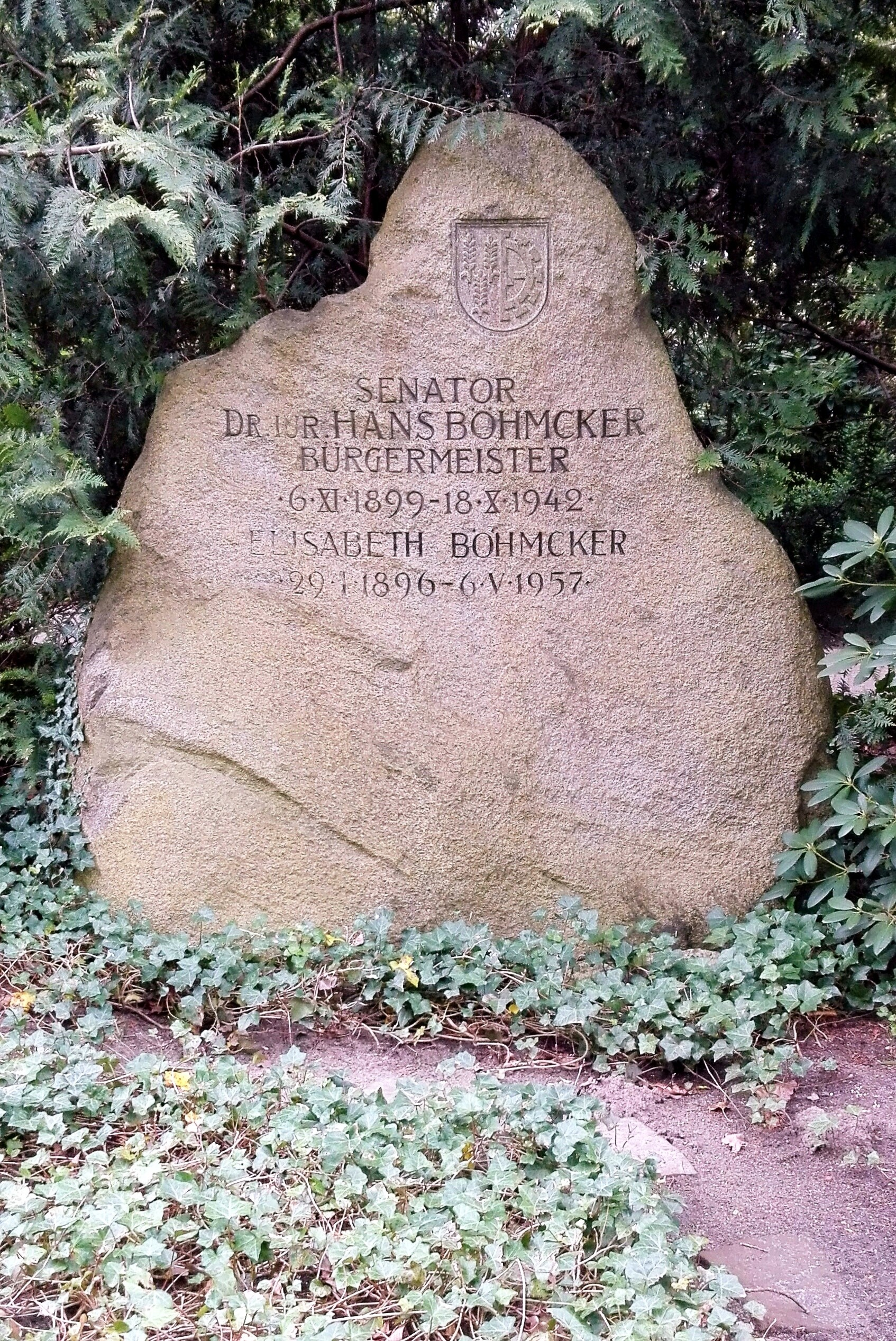
Böhmkers Grab auf dem Burgtorfriedhof

Noch vor der ersten Deportation niederländischer Juden im Juli 1942 wurde Böhmcker abberufen. Nach dem Luftangriff auf Lübeck wurde er in seiner Eigenschaft als Stellvertreter des in Riga tätigen Oberbürgermeisters Drechsler nach Lübeck zurückbeordert, um dort als Bürgermeister zu fungieren.
Zur Besserung der Stimmung von Bombengeschädigten kam es zu einer außerordentlichen Verteilung von Lebensmitteln, darunter 2 Millionen Orangen und 2400 Kisten Bücklinge. Dabei bereicherten sich nationalsozialistische Funktionäre, an ihrer Spitze Böhmcker, der Polizeipräsident Walther Schröder und Funktionäre der Nationalsozialistischen Volkswohlfahrt. Während solche Korruptionsfälle sonst unter den Teppich gekehrt wurden, beschlossen hohe NSDAP-Kreise in Berlin, in diesem Fall ein Exempel zu statuieren. Das Reichssicherheitshauptamt leitete ein Sondergerichtsverfahren ein. Böhmcker und Schröder blieben unbehelligt, aber ein „Bauernopfer“ wurde gefunden. Der Leiter der Lübecker NSV, Wilhelm Janowsky, wurde vom Sondergericht zum Tode verurteilt, andere NSV-Funktionäre zu langen Zuchthausstrafen. Janowsky wurde auf Befehl Hitlers am 15. Dezember 1942 hingerichtet, nachdem in der Bevölkerung Gerüchte aufgetaucht waren, dass den NSV-Funktionären nichts geschehen werde. Auch Böhmcker befürchtete ein Verfahren gegen sich. Im Oktober 1942 beging er Selbstmord. Im Anschluss daran wurde der Senatsrat Gerhard Schneider zum Senator und Vertreter Drechslers ernannt.
Der spätere nationalsozialistische Bremer Bürgermeister Johann Heinrich Böhmcker war sein Vetter.

## Schriften
- Die Haftung des Staates und der Kommunalverbände für Diebstähle fremder Sachen in Diensträumen. 1923 (Göttingen, Universität, Rechts- und staatswissenschaftliche Dissertation, ungedruckt).
- Arbeitsrecht im Lübecker Hafen. In: Ehrengabe dem Deutschen Juristentage überreicht vom Verein für Lübeckische Geschichte und Altertumskunde. Verlag des Vereins für Lübeckische Geschichte und Altertumskunde, Lübeck 1931, S. 221–260.
- Der Neubau der lübeckischen Verwaltung. In: Lübeckische Blätter. Jg. 76, 1934, S. 713–714, 737–739.
- Die kirchenpolitische Entwicklung in Lübeck 1933–34. In: Lübeckische Blätter. Jg. 76, 1934, S. 467–471.
- Politik, Rechte und Wirtschaft der Gemeinden unter Berücksichtigung der lübeckischen Verhältnisse. In: Lübeckische Blätter. Jg. 78, 1936, S. 403–407, 428–431, 450–453, 472–475.
- Lübeck im Reich. In: Der Wagen. 1938, S. 10–13.

## Belege
1. ↑  Kösener Corpslisten 1996, 23, 859.
2. ↑  Bundesarchiv R 9361-VIII KARTEI/3080916
3. ↑  Urs J. Diederichs Hrsg.: Schleswig-Holstein unter dem Hakenkreuz. Im Auftr. d. Evang. Akad. Nordelbien. Bad Segeberg/Hamburg 1984, S. 80.
4. ↑  Reimers: Lübeck im Kirchenkampf des Dritten Reiches. 1965, S. 53 ff.
5. ↑  Graßmann (Hrsg.): Lübeckische Geschichte. 1989, S. 725.
6. ↑  Urs J. Diederichs Hrsg.: Schleswig-Holstein unter dem Hakenkreuz. Im Auftr. d. Evang. Akad. Nordelbien. Bad Segeberg/Hamburg 1984, S. 90–95.
7. ↑  Reimers: Lübeck im Kirchenkampf des Dritten Reiches. 1965, S. 365. Trotz dieser Ereignisse und auch den späteren Aktionen Böhmckers in den Niederlanden und der Korruptionsaffäre bilanzierte Reimers: „Böhmcker war bei aller Parteigebundenheit ein durch persönliche Integrität und hervorragende Rechtskenntnis ausgezeichneter Mann, der mit großer Umsicht und Eigenständigkeit NS-Kirchenpolitik zu betreiben verstand, ohne sich jemals bewusst gegen elementare Grundgesetze deutscher Rechtstradition zu vergehen.“ Die späteren Taten Böhmckers überging Reimers dabei völlig: später „wurde er Oberbürgermeister und ins Feld gerufen; im Oktober 1942 schied er aus dem Leben.“ (ebd., Anm. 19).
8. ↑   Jan-Jasper Fast: Vom Handwerker zum Unternehmer. Die Lübecker Familie Possehl. Schmidt-Römhild, Lübeck 2000, ISBN 3-7950-0471-3.
9. ↑  Gerhard Schneider: Lübecks Bankenpolitik im Wandel der Zeiten (1898–1978) (= Veröffentlichungen zur Geschichte der Hansestadt Lübeck. Bd. 25). Schmidt-Römhild, Lübeck 1979, ISBN 3-7950-0435-7, S. 211.
10. ↑  VO betr. die Meldepflicht der Juden vom 10. Januar 1941. In: Verordnungsblatt für die Besetzten Niederländischen Gebiete. 1941, ZDB-ID 704792-7, S. 19.
11. ↑  Hollerith in der Hölle. In: Der Spiegel. Nr. 7, 2001, S. 45 (online – 12. Februar 2001).
12. ↑  Uwe Danker, Astrid Schwabe: Schleswig-Holstein und der Nationalsozialismus. Neumünster 2005, S. 141 f.
13. ↑  Frank Bajohr: Parvenüs und Profiteure. Korruption in der NS-Zeit. S. Fischer, Frankfurt am Main 2001, S. 168 ff.

| Personendaten    | Personendaten                                         |
| ---------------- | ----------------------------------------------------- |
| NAME             | Böhmcker, Hans                                        |
| KURZBESCHREIBUNG | nationalsozialistischer Senator der Hansestadt Lübeck |
| GEBURTSDATUM     | 6. November 1899                                      |
| GEBURTSORT       | Schwartau                                             |
| STERBEDATUM      | 18. Oktober 1942                                      |